# Bartók Béla műveinek listája
Bartók Béla műveinek teljes jegyzékét Szőllősy András zenetörténész (1921–2007) alkotta meg, így Bartók kompozícióit Szőllősy-jegyzékszámmal határozzák meg.
Persze mint minden jegyzéknél, itt is merültek fel problémák. Az új változat, a BB (Béla Bartók Thematic Catalogue) jelenleg előkészületben.
Bartók Béla műveit pályája kezdetétől az Anschlussig az osztrák Universal Edition adta ki, utána a Boosey & Hawkes kiadó jelentette meg, ma ők birtokolják a teljes Bartók-életmű kiadási jogait.

## Fiatalkori művek, 1890–1904
Megjegyzés: a fiatalkori műveknek Dille-műjegyzékszáma is van (DD)
- BB 1: Gyermekkori zongoradarabok, op. 1–31 (első opusz-számozás) (1890–1894) (=DD 1–31)
- BB 2: I. szonáta zongorára (g-moll), op. 1
- BB 3: Fantasie zongorára (a-moll), op. 2 (1895)
- BB 4: II. szonáta zongorára (F-dúr), op. 3 (1895)
- BB 5: Capriccio zongorára (h-moll), op. 4 (1895)
- BB 6: Hegedű–zongoraszonáta (c-moll), op. 5 (1895)
- BB 7: (=DD 38–44 = op. 6–12, elveszett művek, 1895–1897)
- BB 8: Drei Klavierstücke, op. 13 (1897)
- BB 9: (=DD 46–48 = op. 14–16, elveszett művek, 1897)
- BB 10: Hegedű–zongoraszonáta (A-dúr), op. 17 (1897)
- BB 11: Scherzo oder Fantasie zongorára (H-dúr), op. 18 (1897)
- BB 12: Szonáta zongorára, op. 19 („op. 1”) (1898)
- BB 13: Zongoranégyes (c-moll), op. 20 (1898)
- BB 14: Drei Klavierstücke, op. 21 (1898)
- BB 15: Drei Lieder énekhangra zongorakísérettel (1898)
- BB 16: Scherzo zongorára (h-moll) (1898)
- BB 17: Vonósnégyes (F-dúr) (1898)
- BB 18: Tiefblaue Veilchen énekhangra és zenekarra (1899)
- BB 19: Zeneszerzési gyakorlatok (1899–1901), Koessler János javításaival (=DD 58–61, 65, A1, 3–11, 13–15, B10–13):
  - Dolgozatok I feliratú kézirat-együttes (c1900): korál harmonizálás, ellenpont-gyakorlatok, fúgák, szabad kompozíciók fogalmazványai (=DD E87–88, A15)
  - Dolgozatok II feliratú kézirat-együttes (c1900): korál harmonizálás, ellenpont-gyakorlatok, fúgák, szabad kompozíciók vázlatai és fogalmazványai (=DD A3–14), továbbá kórusművek (= DD 61a–c)
  - Dolgozatok III feliratú kézirat-együttes (c1900): ellenpont-gyakorlatok, kórusművek, Phrase, Doppelphrase, kleiner Satz stb. gyakorlatok és vázlatok (=DD E97–99)
  - Scherzo szonátaformában vonósnégyesre (1899–1900), autográf partitúra
  - Scherzo (b-moll) zongorára (c1900), autográf másolat
  - Hat tánc zongorára; 1–2. szám zenekarra is (c1900), autográf fogalmazvány (BBA BH18); az 1. szám Danse orientale címmel megjelent a Preßburger Zeitung 1913-as évfolyamában.
  - Scherzo (B-dúr) zenekarra (c1901), töredék, fogalmazvány (trióval); autográf partitúra (csak a Scherzo-rész) (BBA BH19); egy további „scherzo-trio”, Esz-dúr, partitúra-fogalmazványa (BBA BH13).
  - Beethoven c-moll, „Pathétique” szonáta, op. 13, I. tétel, 1–194. ü. hangszerelése, partitúra-fogalmazvány (=DD A1, 1900?)
  - További töredékek és vázlatok, közöttük: három Zongoraötös-töredék (=DD B10, 12, c1899–1900), autográf fogalmazvány
- BB 20: Liebeslieder énekhangra és zongorára (1900)
- BB 21: Scherzo (F.F.B.B.) zongorára (1900)
- BB 22: Változatok zongorára (1900–1901)
- BB 23: Tempo di minuet zongorára (1901)
- BB 24: Négy dal Pósa Lajos szövegeire énekhangra és zongorára (1902)
- BB 25: Szimfónia zenekarra (1902) (töredék, befejezett csupán a III. tétel: Scherzo)
- BB 26: Hegedűdarabok (1902):
  - Duo két hegedűre
  - Andante (A-dúr) hegedűre és zongorára
- BB 27: Négy zongoradarab (1903)
- BB 28: Szonáta zongorára és hegedűre (1903) (és egy töredék, =DD B14)
- BB 29: Est, énekhangra és zongorára (1903)
- BB 30: Est, férfikarra (1903)
- BB 31: Kossuth szimfóniai költemény nagyzenekarra (1903) (és Gyászinduló zongorára, 1903)
- BB 32: Négy dal énekhangra és zongorára (1903) (elveszett)
- BB 33: Zongoraötös (1903–1904)
- BB 34: Székely népdal („Piros alma”) énekhangra és zongorára (1904)

## Érettkori művek, 1904–1945
- BB 35: Scherzo zongorára és zenekarra, op. 2 (1904)
- BB 36a: Rapszódia zongorára és zenekarra, op. 1 (1904)
- BB 36b: Rapszódia zongorára és zenekarra, op. 1 (1905)
- BB 37: Magyar népdalok (I. sorozat, 1–4. szám) énekhangra és zongorára (c1904–1905)
- BB 38: Petits morceaux zongorára (1905) (BB 37/2 és BB 24/1 átdolgozása)
- BB 39: 1. szvit nagyzenekarra, op. 3 (1905)
- BB 40: 2. szvit kiszenekarra, op. 4 (1905–1907)
- BB 41: Gyermekdalok (A kicsi „tót”-nak) énekhangra és zongorára (1905)
- BB 42: Magyar népdalok énekhangra és zongorára (1906) (1–10. szám: Bartók; 11–20. szám: Kodály Zoltán)
- BB 43: Magyar népdalok (II. füzet) énekhangra és zongorára (1–10. szám) (1906–1907)
- BB 44: Két magyar népdal énekhangra és zongorára (1907)
- BB 45a: Gyergyóból, tilinkóra és zongorára (1907)
- BB 45b: Három csíkmegyei népdal zongorára (1907) (BB 45a átdolgozása)
- BB 46: Négy szlovák népdal énekhangra és zongorára (c1907)
- BB 47: Nyolc magyar népdal énekhangra és zongorára (1–5. szám: 1907; 6–8. szám: 1917)
- BB 48a: Hegedűverseny, op. poszt. (1907–1908)
- BB 48b: Két portré zenekarra, op. 5 (1907–1911)
- BB 49: Két elégia zongorára, op. 8b (1908–1909)
- BB 50: Tizennégy bagatell zongorára, op. 6 (1908) (és töredékek)
- BB 51: Tíz könnyű zongoradarab (1908)
- BB 52: I. vonósnégyes, op. 7 (1908–1909)
- BB 53: Gyermekeknek. Apró darabok kezdő zongorázóknak (1908–1909)
- BB 54: Vázlatok zongorára, op. 9b (1908–1910)
- BB 55: Három burleszk zongorára, op. 8c (1908–1911)
- BB 56: Két román tánc zongorára, op. 8a (1909–1910)
- BB 57: Két román népdal női karra (c1909)
- BB 58: Négy siratóének zongorára, op. 9a (c1909–1910)
- BB 59: Két kép zenekarra, op. 10 (1910)
- BB 60: Négy régi magyar népdal férfikarra (1910, rev. 1926)
- BB 61: Román tánc zenekarra (1911) (BB 56/I átdolgozása)
- BB 62: A kékszakállú herceg vára, opera, op. 11 (1911)
- BB 63: Allegro Barbaro zongorára (1911)
- BB 64: Négy zenekari darab, op. 12 (1912, hangszerelés 1921)
- BB 65: Kilenc román népdal énekhangra és zongorára (c1912)
- BB 66: Bartók Béla–Reschofsky Sándor: Zongoraiskola (1913); Kezdők zongoramuzsikája (1929)
- BB 67: Román kolindadallamok zongorára, I–II. sorozat (1915)
- BB 68: Román népi táncok zongorára (1915)
- BB 69: Szonatina zongorára (1915)
- BB 70: Szvit zongorára, op. 14 (1916)
- BB 71: Öt dal énekhangra és zongorára, op. 15 (1916)
- BB 72: Öt dal Ady Endre szövegeire énekhangra és zongorára, op. 16 (1916)
- BB 73: Szlovák népdal („Krutí Tono vretena”) énekhangra és zongorára (1916)
- BB 74: A fából faragott királyfi, táncjáték, op. 13 (1914–1917)
- BB 75: II. vonósnégyes, op. 17 (1914–1917)
- BB 76: Román népi táncok kiszenekarra (1917) (BB 68 átdolgozása)
- BB 77: Tót népdalok férfikarra (1917)
- BB 78: Négy tót népdal vegyeskarra zongorakísérettel (1917)
- BB 79: Tizenöt magyar parasztdal zongorára (1914–1918)
- BB 80a: „Leszállott a páva” zongorára (1914)
- BB 80b: Három magyar népdal zongorára (1914–1918, rev. 1941)
- BB 81: Etűdök zongorára, op. 18 (1918) (és töredékek)
- BB 82: A csodálatos mandarin, némajáték, op. 19 (1918–1919, hangszerelés: 1924)
- BB 83: Improvizációk magyar parasztdalokra zongorára, op. 20 (1920)
- BB 84: I. hegedű-zongora szonáta („op. 21”) (1921)
- BB 85: II. hegedű-zongora szonáta (1922)
- BB 86: Táncszvit zenekarra (1923), és zongorára (1925)
- BB 87a: Falun (tót népdalok) egy női hangra és zongorára (1924)
- BB 87b: Falun négy (vagy nyolc) női hangra és kamarazenekarra (1925) (BB 87a/III–V átdolgozása)
- BB 88: Zongoraszonáta (1926)
- BB 89: Szabadban. Öt zongoradarab (1926)
- BB 90: Kilenc kis zongoradarab (1926) (és töredékek)
- BB 91: I. zongoraverseny (1926)
- BB 92: Három rondó népi dallamokkal zongorára (1916–1927)
- BB 93: III. vonósnégyes (1927)
- BB 94: I. rapszódia hegedűre és zongorára (1928), hegedűre és zenekarra (1929), csellóra és zongorára (1929)
- BB 95: IV. vonósnégyes (1928)
- BB 96: II. rapszódia hegedűre és zongorára (1928, rev. 1935), hegedűre és zenekarra (1929, rev. 1935)
- BB 97: Öt magyar népdal énekhangra és zongorára (1928) (BB 42 öt számának újraírt formája)
- BB 98: Húsz magyar népdal énekhangra és zongorára (1929)
- BB 99: Magyar népdalok vegyeskarra (1930)
- BB 100: Cantata Profana vegyeskarra és zenekarra, tenor- és baritonszólóval (1930)
- BB 101: II. zongoraverseny (1930–1931)
- BB 102a: Bartók Béla–Gertler Ede, Szonatina hegedűre és zongorára (c1930) (BB 69 átdolgozása)
- BB 102b: Erdélyi táncok zenekarra (1931) (BB 69 és 102a átdolgozása)
- BB 103: Magyar képek zenekarra (1931) (BB 51/5, 51/10, 58/2, 55/1, 53/42 átdolgozása)
- BB 104: Negyvennégy duó két hegedűre (1931–1932)
- BB 105: Mikrokozmosz. Zongoramuzsika a kezdet legkezdetétől. 153 darab hat füzetben (1926, 1932–1939)
- BB 106: Székely népdalok férfikarra (1932)
- BB 107: Magyar parasztdalok zenekarra (1933) (BB 79/6–15 átdolgozása)
- BB 108: Öt magyar népdal énekhangra és zenekarra (1933) (BB 98/1, 2, 11, 14, 12 átdolgozása)
- BB 109: Bartók Béla-Országh Tivadar: Magyar népdalok hegedűre és zongorára (1934) (BB 53 alapján)
- BB 110: V. vonósnégyes (1934)
- BB 111: Gyermek- és nőikarok, (a) a cappella (1935–1936), (b) Hét kórus zenekarral (1937–1941)
- BB 112: Elmúlt időkből. Három férfikar (1935)
- BB 113: Kis szvit zongorára (1936) (BB 104 alapján)
- BB 114: Zene húros hangszerekre, ütőkre és cselesztára (1936)
- BB 115: Szonáta két zongorára és ütőhangszerekre (1937)
- BB 116: Kontrasztok hegedűre, klarinétra és zongorára (1938)
- BB 117: II. hegedűverseny (1937–1938)
- BB 118: Divertimento vonószenekarra (1939)
- BB 119: VI. vonósnégyes (1939)
- BB 120: Hét darab a Mikrokosmosból két zongorára (1940) (BB 105/113, 69, 135, 123, 127, 145, 146 átirata)
- BB 121: Versenymű két zongorára és zenekarra (1940)
- BB 122: Szvit két zongorára, op. 4b (1941) (BB 40 átirata)
- BB 123: Concerto zenekarra (1943)
- BB 124: Szonáta szólóhegedűre (1944)
- BB 125: A férj keserve (Kecskedal) énekhangra és zongorára (1945)
- BB 126: Három ukrán népdal énekhangra és zongorára (c1945)
- BB 127: III. zongoraverseny (1945)
- BB 128: Brácsaverseny (1945) (fogalmazvány; kidolgozta és hangszerelte Serly Tibor (1949), Bartók Péter-Nelson Delmaggiore (1995), Erdélyi Csaba (2001))

## BB 129: Megvalósulatlan művek töredékei, 1906, 1943–1945
- Kb. 50 ütem csellóra és vonósokra (lassú darab, tervezett Csellóverseny [?]), datálatlan fogalmazvány (Bartók Archívum, Budapest: BH46/11; 1-kottasoros kivonata, 36 ü., Bartók Grubernénak írt 1906. május 4-i levelében).
- 12 ütem, zongora 2-kezes formájú vázlat (valószínűleg lassútétel-terv a Concertóhoz, BB 123), 1943-nál nem későbbi feljegyzés a török gyűjtőfüzetben (Bartók Péter gyűjteménye: 80FSS1), 85. p.
- Kb. 22 ütem, egy vonósnégyes [?] kezdetének partitúra vázlata, particella folytatással (lassútétel; valószínűleg a tervezett VII. vonósnégyes anyaga), 1944 vagy 1945, az arab gyűjtőfüzetben (Bartók Péter gyűjteménye: 81FSS1), 65–66. pp. (a 6. ütem anyagának ritmusa: a török gyűjtőfüzetben, Bartók Péter gyűjteménye: 80FSS1, 98. p.).
- Töredékek, amelyek egyértelműen kapcsolhatók befejezett érett művekhez, vö. BB 50, 81, 89, 90, 91, 110, 111, 115, 123 (lásd még BB 28)
- Töredékek, amelyek talán nem tartoznak az adott kompozícióhoz, vö. BB 50, 90, 93. Kihagyott darabok, tételek, vagy jelentősebb terjedelmű tételrészek, vö.

## Kapcsolódó lapok
- Bartók Béla népdalfeldolgozásai